# Sebastian Castro (Aktivist)
Sebastian Castro (* 1972 in Aix-en-Provence) ist ein deutscher Autor, Aktivist und Künstler.

## Werdegang
Der Sohn eines argentinischen Psychiaters und einer deutschen Kuratorin wuchs in Buenos Aires auf und war als Chauffeur, Reiseleiter, Makler, Standfotograf und Journalist tätig, bevor er ab Anfang der 1990er Jahre zunächst als schwuler Aktivist hervortrat, um sich in der Folge fiktionaler Literatur (Erzählungen, Kurzgeschichten) zuzuwenden. 1993 siedelte er nach Deutschland über.

## Werk
1995 erschien sein schwules Lexikon, das erste Werk dieser Art in deutscher Sprache. In seinem Band Und das ist gut so! fokussierte er dann den Umgang von Prominenten mit dem Thema Homosexualität in Kultur, Politik, Sport und Religion. Sein Roman Unter Männern über das Urlaubsverhalten schwuler Touristen am Beispiel Gran Canarias aus dem Jahr 2009 „genießt in der Schwulenszene Kultstatus“. Ein Fortsetzungsband erschien 2019 unter dem Titel Winterpride. 2025 erschien sein Essay-Band Schwulsein leicht gemacht zu queeren Themen mit humorvollen und kritischen Statements zur Community.
Als Bildender Künstler erstellte Castro zunächst Landkarten und Stadtpläne, auf denen er global die Hinterlassenschaft seiner persönlichen Spuren dokumentierte, um sie „quasi in vorauseilender Kooperation mit potentiellen Ermittlern“ öffentlich zu machen. Daran anknüpfend beschäftigte sich Castro mit genetischen Codes, die er in Form von Duftmarken seiner selbst als Parfüms (SeCaOne) in Umlauf brachte.